# Штаудт
Штаудт (нем. Staudt) — община в Германии, в земле Рейнланд-Пфальц. 
Входит в состав района Вестервальд. Подчиняется управлению Виргес.  Население составляет 1070 человек (на 31 декабря 2010 года). Занимает площадь 2,65 км².